# 緯來體育台
緯來體育台 (英語 : Videoland Sports Channel) 緯來電視網旗下的運動專業頻道。

## 沿革
本頻道從1997年起開始轉播中華職棒賽事，並轉播大量台灣本土運動賽事。
2005年起，定頻於有線電視72頻道。
在2014年因和MPS公司談判未果，失去中華職棒轉播權，旗下棒球主播徐展元也遭到挖角。但同年7月19日因MPS公司決定和中職解除轉播合約；也使原本轉播單位博斯運動頻道無法繼續轉播。聯盟決定以後由球隊自行尋找電視轉播頻道。8月6日和中信兄弟與義大犀牛簽約轉播上述二隊主場賽事，因而重回中華職棒轉播。2015年和二隊續約至2017年；而義大犀牛也因在該年更名為富邦悍將承接轉播合約，但在合約走完後，2018年1月31日富邦與WIN TV簽下三年合約，緯來2018年球季起將只轉播兄弟主場賽事。
2014年10月28日，與美國國家籃球協會（NBA）簽訂為期三年的總代理合約，成為NBA在台灣的官方合作媒體及轉播權總代理。2017年12月8日再度簽訂為期五年的合約，並與愛爾達電視台、Eleven Sports、LINE Today結為合作媒體。
2015年4月1日起，啟用高畫質版本「緯來體育台HD」，並在部分數位有線電視上架。
2016年11月25日起，SD版頻道改為16:9比例播送。
2021年10月1日，《緯來體育新聞》於當日起更名為《緯來運動STUDIO》。

## 轉播賽事
- 中華職棒（1997年～2013年）
- 亞洲冬季棒球聯盟（2012年）
- 爆米花夏季棒球聯盟（2014年）
- 日本職棒讀賣巨人隊主場賽事（2014年、2017年～2020年）
- 中華職棒中信兄弟隊主場賽事（2014年7月～）
- 中華職棒義大犀牛隊主場賽事（2014年7月～2016年）
- 中華職棒富邦悍將隊主場賽事（2017年）
- 中華職棒大聯盟二軍季賽（2020年4月～2020年7月、2021年）
- 美國職棒（2021年～）
- 中華職棒味全龍主場賽事（2023年～）
- 國內各級棒球部份賽事
- 世界棒壘球總會國際棒球賽事
- 超級籃球聯賽（2004年~2008年、2014年~2018年、2020年～2022年）
- 女子超級籃球聯賽（2021年～2022年）
- 大專籃球聯賽（2002年～2014年、2021年～）
- F1世界一級方程式錦標賽（2005年、2022年～）
- T1聯盟（2022年～2024年）
- 台灣職業籃球大聯盟（2024年～）
- NBA美國職籃
- 中華足球隊國際賽主場賽事
- 台灣企業甲級足球聯賽

## 外部連結
- 黃成志、李育忠(2004)〈淺談職棒運動在台灣的發展〉大專體育第71期54-58
- 官方网站
- 緯來體育台官方粉絲團的Facebook專頁（繁體中文）
- 緯來體育台的Instagram帳戶
- YouTube上的緯來體育台頻道
- 緯來體育台的Twitch频道

- 緯來體育台在台灣棒球維基館上的頁面（繁體中文）